# Pulau Meskol
Pulau Meskol est une île située au Sud de l'île principale de Singapour. 

## Géographie
Polder de Pulau Jurong, totalement industrialisée, elle s'étend sur environ 300 m de longueur pour une largeur approximative identique.